# Aleksiej Artamonow
Aleksiej Aleksandrowicz Artamonow (ros. Алексей Александрович Артамонов; ur. w 1973) – rosyjski bokser, finalista Pucharu Kanady 1992 w kategorii koguciej, brązowy medalista Mistrzostw Rosji 1995 w Kazaniu w kategorii piórkowej oraz ćwierćfinalista Igrzysk Dobrej Woli 1998, które odbywały się w Nowym Jorku.

## Kariera
W maju 1992 został finalistą Pucharu Kanady 1992 w Ottawie. W półfinale kategorii koguciej pokonał na punkty (37:15) reprezentanta gospodarzy Marvina Tylera, awansując do finału. W finale przegrał wyraźnie na punkty (1:10) z reprezentantem Anglii Paulem Lloydem.
W marcu 1994 doszedł do finału 25. edycji Grand Prix Czech w kategorii muszej. W finale przegrał z reprezentantem gospodarzy Gabrielem Henczem.
W marcu 1995 był uczestnikiem mistrzostw Rosji, na których rywalizował w kategorii piórkowej. W półfinale przegrał na punkty (0:5) z Ramazim Palianim. W czerwcu tego samego roku rywalizował w kategorii koguciej, w turnieju Multi Nations 1995 w Liverpoolu. W turnieju doszedł do finału pokonując kolejno reprezentantów gospodarzy Owena Spensleya (k.o) i Danny'ego Adamsa (dyskwalifikacja w trzeciej rundzie). W finale przegrał na punkty (1:8) z Australijczykiem Jamesem Swanem.
W lipcu 1996 uczestniczył w Mistrzostwach Rosji 1996 w Jekaterynburgu. Doszedł tam do ćwierćfinału. W lipcu 1998 reprezentował Rosję na Igrzyskach Dobrej Woli 1998 w Nowym Jorku. Artamonow zakończył rywalizację na ćwierćfinale, przegrywając z reprezentantem Armenii Wachtangiem Darczinjanem. We wrześniu tego samego roku zwyciężył w turnieju im. Václava Procházki, wygrywając w kategorii piórkowej. Finałowym rywalem Rosjanina był Włoch Carmine Molaro, który przegrał na punkty (5:13).